# Pays Bas (Niamey)

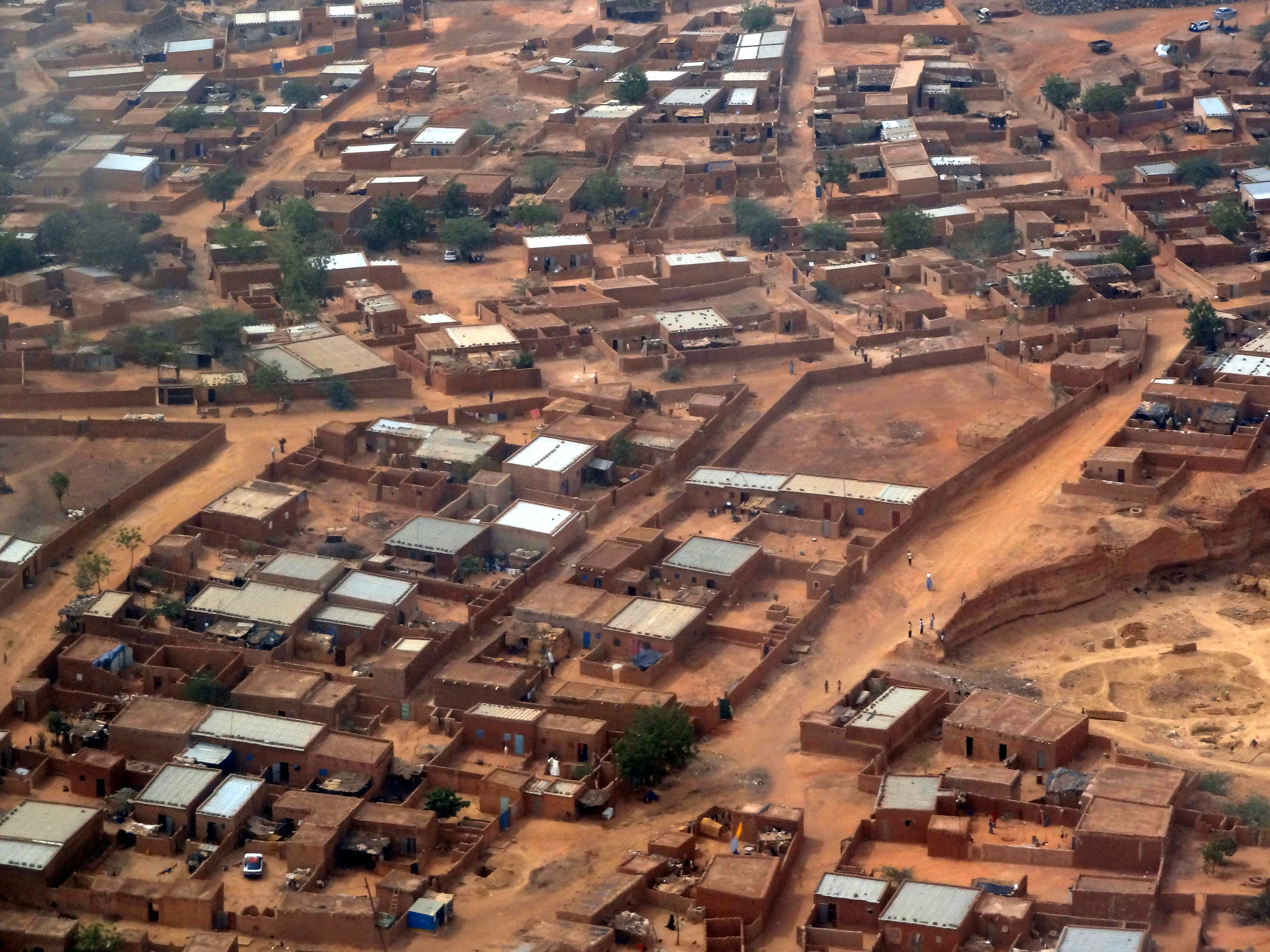
Luftaufnahme von Pays Bas (2011)

Pays Bas (auch: Saga Kourtey) ist ein Stadtteil von Niamey in Niger. Er entwickelte sich in den 1990er Jahren zu einem landesweit bekannten Armenviertel. 

## Geographie
Pays Bas ist ein Teil des Stadtviertels Pays Bas-Tondi Gammé im Arrondissement Niamey IV. Nördlich des Stadtteils liegt das Stadtviertel Talladjé, nordöstlich der Flughafen Niamey, südöstlich – getrennt durch Gärten – der Stadtteil Tondi Gammé, südlich das Stadtviertel Saga Sahara und westlich das Industriegebiet des Stadtviertels Gamkalley Golley.
Pays Bas liegt auf einer Flussterrasse des Stroms Niger, die der Erosion ausgesetzt ist. Durch den Stadtteil verläuft ein Trockental, das bei starken Regenfällen Wasser führt, wodurch Wohnhäuser gefährdet sind. Der Boden ist teilweise von Laterit bedeckt. Das Regenwasser sammelt sich in Lachen und, im Süden von Pays Bas, in temporären Tümpeln. Die prägenden Pflanzen sind Guiera senegalensis und Kinkéliba. Ferner sind Niembäume und, in den Gärten im Süden, Mango- und Zitronenbäume zu finden.
Die Wohnhäuser in Pays Bas sind üblicherweise Lehmziegelbauten ohne jeden Komfort. Gekocht wird im Freien. Es gibt kein Fließwasser und entsprechend auch keine Duschen und Wasserklosetts. Dass es sich um Lehmziegelhäuser handelt, verweist darauf, dass die Bewohner wirtschaftlich besser gestellt sind als in manchen anderen Siedlungen in der Stadt, in denen runde Strohhütten die übliche Wohnform darstellen. Dennoch gilt Pays Bas, das unter den Stadtteilen Niameys von seinem Erscheinungsbild her am ehesten einem typischen Slum entspricht, als weithin bekanntes Armenviertel. Bei Nacht ist es gefährlich, hier zu Fuß unterwegs zu sein.

Straßenszenen in Pays Bas (2017)
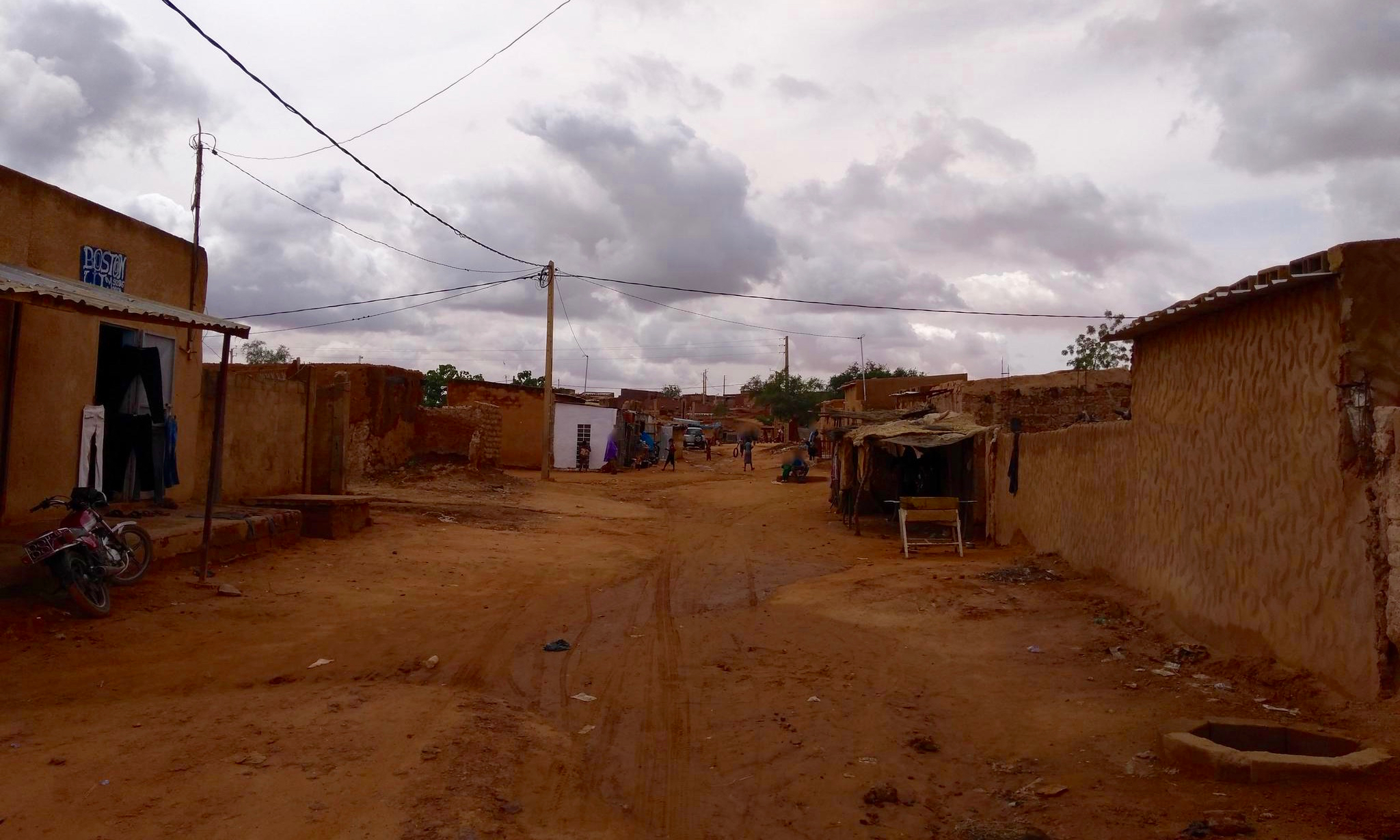
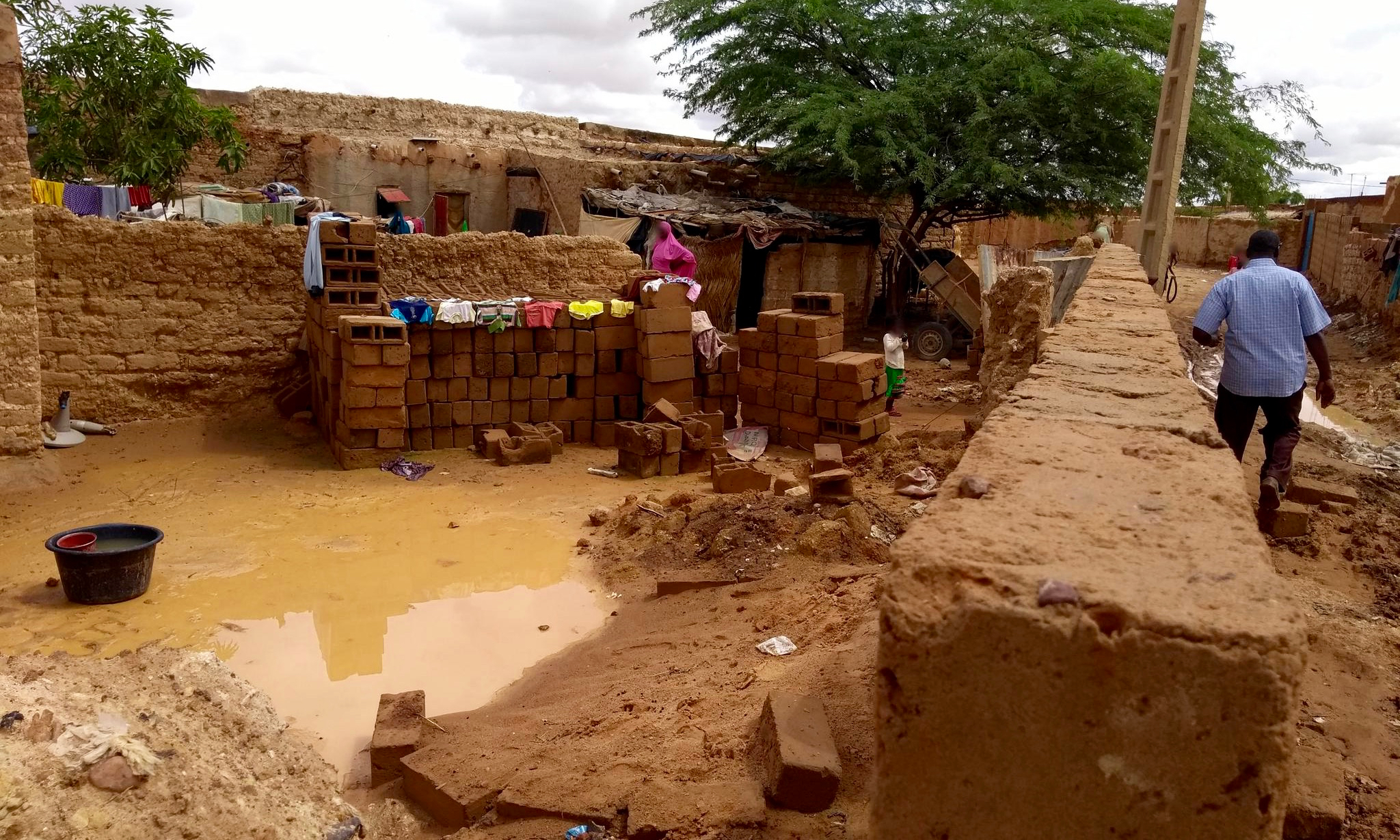
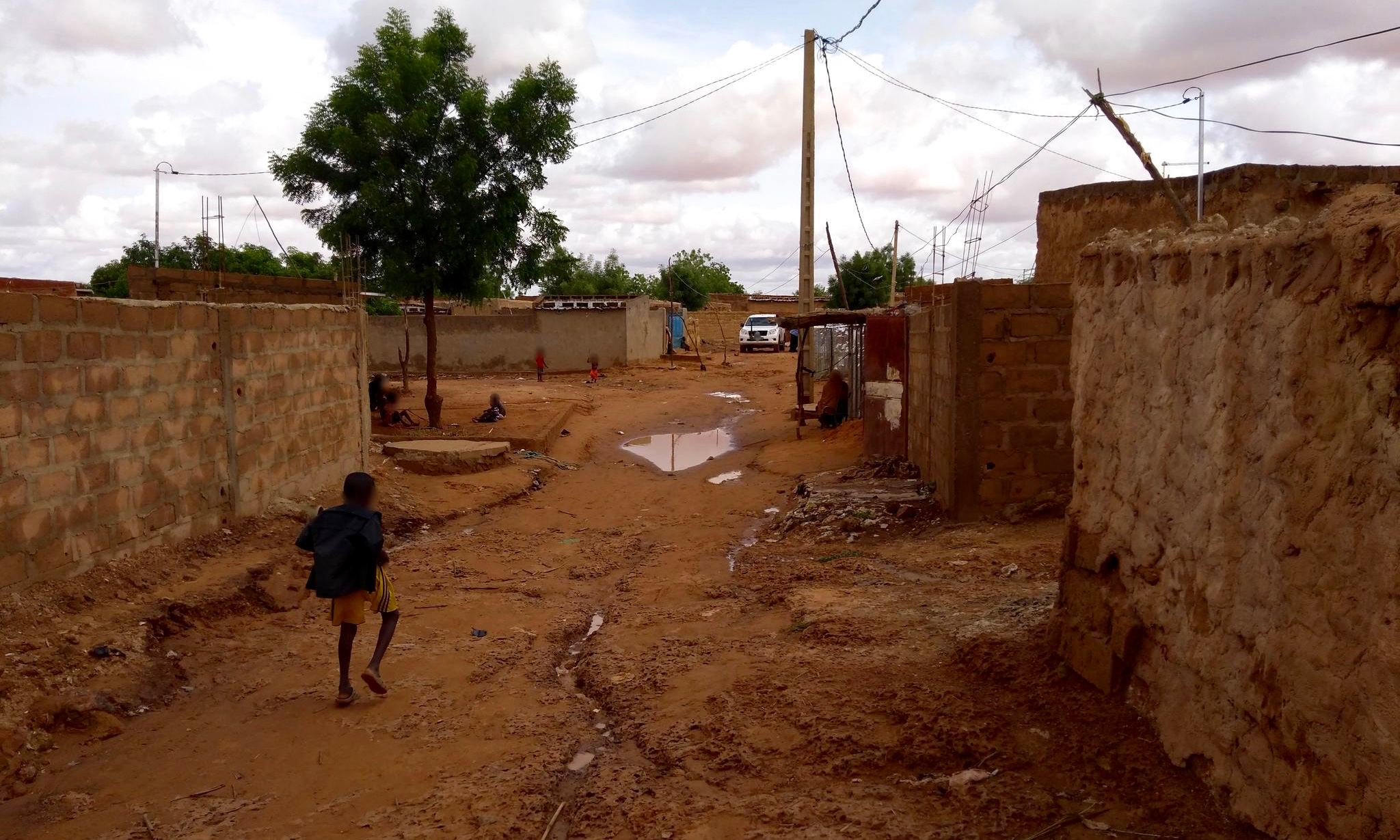

## Geschichte
In der französischen Kolonialzeit befand sich im Gebiet von Pays Bas ein Schießplatz. Spätestens in den 1930er Jahren ließen sich hier drei oder vier Hirtenfamilien nieder. Es handelte sich um Angehörige der ethnischen Gruppen der Fulbe und Kurtey aus Saga, die Viehzucht und Ackerbau betrieben.
In den 1980er Jahren begann der Verkauf von Grundstücken durch die traditionellen Landeigentümer aus Saga. Die staatlichen Autoritäten erteilten keine Zustimmung zur Schaffung des Stadtteils, der sich als informelle Siedlung entwickelte. Die Praxis der informellen Parzellierung bestand in manchen Gegenden Niameys von den 1960er Jahren bis zu Beginn der 1990er Jahre. Weitere Beispiele für derart entstandene Stadtteile sind Talladjé, Zarmagandey, Nialga und Koubia. Die neue Siedlung wurde als Saga Kourtey bezeichnet. Saga Kourtey ist eigentlich ein Viertel von Saga am Fluss Niger, in dem der traditionelle Ortsvorsteher (chef traditionnel) seinen Sitz hatte, zu dessen Gebiet der neue Stadtteil gehörte. Ihm hatten die Einwohner ihre Steuern zu zahlen. Er hatte einen vor Ort lebenden Repräsentanten.
Der Grundstücksverkauf und der Zuzug beschleunigten sich Mitte der 1990er Jahre während der damaligen Wirtschaftskrise in Niger, als Land und Baumaterial günstig zu erwerben waren. In den 1990er Jahren erhielt der Stadtteil den Namen Pays Bas. Der französische Ortsname bedeutet einerseits „niederes Land“. So sind von der Nationalstraße 1 im Norden nur wenige Häuser auf der tiefer gelegenen Flussterrasse des Stadtteils zu sehen. Andererseits ist Pays Bas auch der französische Name für die Niederlande. Manche leiten den Ortsnamen davon ab, dass die Niederlande die Errichtung von Strommasten finanziell unterstützten.
Es siedelten sich in Pays Bas verstärkt sowohl Zuwanderer von außerhalb Niameys als auch ehemalige Bewohner des Stadtzentrums an. Dazu zählten Angehörige verschiedener ethnische Gruppen wie Hausa, Zarma, Songhai, Fulbe und Tuareg. Staatspräsident Mamadou Tandja, der sich 2009 um eine in der Verfassung nicht vorgesehene dritte Amtszeit bemühte, versuchte ein Zeichen gegen die staatliche Vernachlässigung des Armenviertels zu setzen, indem er in Pays Bas einen öffentlichen Brunnen errichten ließ. Der Brunnen wurde Pompe Tazartché genannt. Der Hausa-Begriff Tazartché, der „es muss weitergehen“ bedeutet, war das Motto seiner Kampagne.
Pays Bas wurde um 2012 mit Tondi Gammé zum neuen Stadtviertel (quartier) Pays Bas-Tondi Gammé zusammengeschlossen. Ein quartier hat den Anspruch auf einen eigenen traditionellen Ortsvorsteher. Der Stadtteil entwickelte sich zu einer Durchgangsstation für Migranten aus anderen afrikanischen Ländern, die auf dem Weg nach Europa waren. Die weiter in der Einflugschneise des Flughafens Niamey außergesetzlich wachsende Siedlung ließ Sicherheitsbedenken lauter werden. Das Verkehrsministerium unternahm 2013 einen ersten Versuch, die Bewohner der gefährdeten Zonen zur Aufgabe ihrer Wohnungen zu bewegen. Die Stadtverwaltung von Niamey veranlasste schließlich 2017 die gewaltsame Räumung und Zerstörung großer Teile der neuen Ansiedlungen. Dies war von starkem Widerstand der Bewohner begleitet und führte zu mehreren Verletzten. Beim Brand einer Schule, in der Strohhütten als Klassenzimmer Verwendung fanden, kamen 2021 etwa 20 Kinder im Vorschulalter ums Leben.